# Geschichte der Post
Die Geschichte der Post behandelt einen Aspekt der Kommunikationsgeschichte und beschreibt die Entwicklung eines der Allgemeinheit zugänglichen Briefverkehrs.
Voraussetzung für einen zuverlässigen Nachrichtenaustausch war die Erfindung der Schrift und eines transportablen Schriftträgers. Schon in der Vorantike und der Antike gab es erste Ansätze eines geordneten Nachrichtenwesens, hauptsächlich zu staatspolitischen oder militärischen Zwecken.
Die moderne Postgeschichte beginnt in der Frühen Neuzeit mit der Einführung des Stafettensystems mit Reiter- und Pferdewechsel zur schnelleren Nachrichtenübermittlung und der Öffnung für die Allgemeinheit.
Dieser Artikel gibt eine Übersicht über die Ursprünge der schriftlichen Nachrichtenübermittlung und das Postwesen ab der frühen Neuzeit.

## Die schriftliche Nachrichtenübermittlung in der Antike

### Die Anfänge in Ägypten und Babylonien

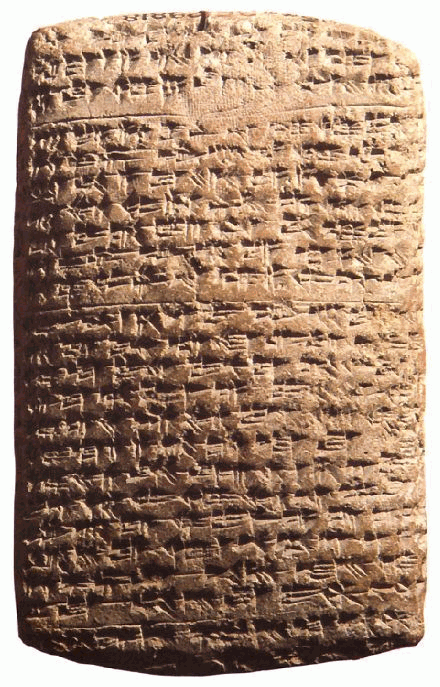
Amarna-Brief EA 161 (Vorderseite), Keilschriftbrief des Vasallen Aziru von Amurru an den ägyptischen Pharao Echnaton, um 1340 v. Chr.

Erste Ansätze eines geregelten Nachrichtenaustausches gab es im Alten Ägypten, in Babylonien und Mari (Mari-Briefe).
Die Alten Ägypter nutzen den Nil als Hauptverkehrsader, um schriftliche Nachrichten durch Schiffsreisende zu übermitteln. Die ägyptischen Könige pflegten den Kontakt mit weit entlegenen Provinzen zusätzlich mit zahlreichen Fußboten. Diese mussten in der Lage sein, weite Strecken in möglichst kurzer Zeit zurückzulegen. Ein geordnetes Postwesen im heutigen Sinn gab es im Alten Ägypten dagegen noch nicht.
Erst im Neuen Reich gab es offizielle Briefboten, sowohl Fußboten, aber auch reitende Briefboten. Ebenso ist aus hethitischen, ugaritischen und ägyptischen Quellen, besonders den Amarna-Briefen, ein reger Nachrichtenaustausch mit den benachbarten Großreichen und den Vasallenstaaten bekannt. Nach Dokumenten aus der Handwerkersiedlung von Deir el-Medina lag die innerägyptische Nachrichtenübermittlung in den Händen der Polizei.
Die oft in der postgeschichtlichen Literatur behauptete Einsetzung von Brieftauben zur Briefbeförderung ist dagegen historisch umstritten. Zwar wurden bei der Krönung eines Pharaos oder beim Minfest vier Tauben als Boten ausgesandt, was man aber noch nicht als geregelte Taubenpost bezeichnen konnte. Die eigentliche Taubenpost wurde wahrscheinlich erst in römischer oder frühislamischer Zeit in Ägypten eingeführt.
Zahlreiche Informationen über die Briefbeförderung im spätzeitlichen ptolemäischen Ägypten unter griechischen Herrschern liefert der Hibe-Papyrus, der um 255 v. Chr. anzusetzen ist. Dieses Dokument war eine Art Kontrollbuch eines Briefboten, in welchem jede Auslieferung von Briefsendungen vom Empfänger bestätigt wurde. Der Papyrus schildert Einzelheiten über die damalige Briefbeförderung, die Adressaten und die Empfänger. Der Papyrus beginnt mit folgenden Worten:
»Am 16. übergab N. N. dem Alexandros sechs Stück, und zwar: an den König Ptolemäus ein Briefpaket, an den Finanzminister Apollonios ein Briefpaket sowie zwei Briefe, die an das Briefpaket angebunden sind, an den Kreter Antiochus ein Briefpaket, an Mendoros ein Briefpaket, an Chelos ein Briefpaket vereinigt mit den anderen. Alexandros übergab die Sachen dem Nikodemus am 17. …«
Im 1. Jahrhundert v. Chr. schrieb Diodorus Siculus: „Sobald (der König) bei Tagesanbruch aufgestanden war, hatte er zuerst die von allen Seiten einlaufenden Briefe selbst in Empfang zu nehmen, damit er alles desto weislicher einrichten und behandeln konnte, nachdem er alles, was im Reiche geschehen war, vollkommen in Erfahrung gebracht hatte.“

### Persien
Im Perserreich wurde von Kyros dem Großen (550–529 v. Chr.) ein eigenes System der Nachrichtenübermittlung eingerichtet, in dem hauptsächlich berittene Boten beschäftigt waren. So ließ Kyros eigene Relaisstationen in regelmäßigen Abständen auf den wichtigsten Verkehrsrouten einrichten. Sie waren ungefähr eine Pferdetagereise voneinander entfernt und dienten den Boten als Zwischenstationen.
Herodot (ca. 484–424 v. Chr.) berichtete in seinen Historien (VIII, 98) von dem persischen Angarium, berittenen Boten, die zwischen festen Stationen, die gewöhnlich eine Tagesreise voneinander eingerichtet waren, die Briefe bei Wind und Wetter beförderten und die Nachricht dem nächsten Boten übergaben. Von dieser Einrichtung berichtet auch Xenophon. Diodor beschrieb eine ähnliche Einrichtung unter Antigonus im heutigen Palästina.
Daneben gab es nach Diodor auch persische Rufposten. Über eine Entfernung von bis zu 30 Tagesreisen waren in Abständen Bewohner mit kräftigen Stimmen postiert, die die Nachrichten von Ort zu Ort schrien. Das persische Nachrichtensystem mit Relaisstationen wurde bald von anderen Hochkulturen nachgeahmt.

### Griechenland und Römisches Reich

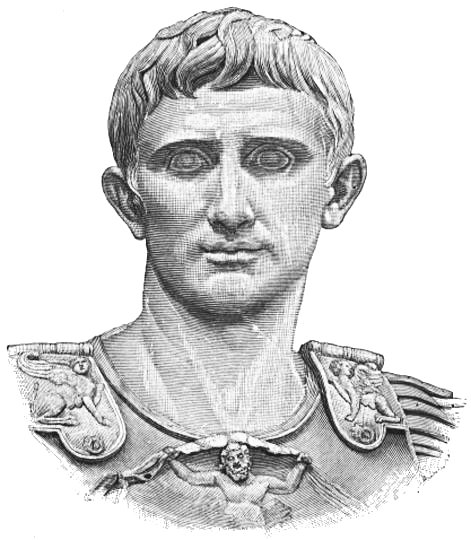
Kaiser Augustus

In Griechenland konnte in den zahlreichen, z. T. miteinander zerstrittenen Stadtstaaten zunächst kein eigenes Postwesen entstehen. Es gab nur einige Fußboten, die zur Überbringung von Nachrichten eingesetzt wurden. Diese Hemerodrome genannten „Tagläufer“ (so die wörtliche Übersetzung) erwiesen sich wegen der geographischen Beschaffenheit Griechenlands schneller als die Boten zu Pferde.
Der berühmteste dieser Boten ist zweifelsohne Pheidippides, der nach der Überlieferung Herodots 490 v. Chr. in zwei Tagen von Athen nach Sparta (ca. 240 km) gerannt war, um dort um Hilfe für die bevorstehende Schlacht bei Marathon zu bitten. Pheidippides überbrachte allerdings nur eine mündliche Nachricht. Dagegen ist unter den griechischstämmigen ptolemäischen Herrschern in Ägypten ein ausgeprägtes Postsystem nachweisbar.
Die Grundlagen für eine eigene Staatspost im Römischen Reich wurden von Gaius Iulius Caesar gelegt. Der römische Kaiser Augustus baute sie später beträchtlich aus. Die „Post“ wurde damals cursus publicus genannt und unterstand direkt dem Kaiser. Der cursus publicus war nicht für private Sendungen zugelassen – dieses Verbot wurde aber immer wieder gebrochen oder umgangen. Postsendungen wurden, soweit möglich, mit dem Schiff befördert. An Land bediente man sich des Pferdes. In Abständen von etwa 7 bis 14 km wurden hierzu eigene Post- und Raststationen, genannt Mansio, für den Pferdewechsel eingerichtet. Mit dem Untergang des Weströmischen Reiches verschwand auch der cursus publicus. Im Oströmischen Reich hielt er sich noch bis etwa 520.
Da der römische Staat zu seinen Blütezeiten das Gewaltmonopol wenigstens in Städten und auf Römerstraßen aufrechterhalten konnte, war Briefraub oder der Überfall von Boten selten. In Krisenzeiten wie der Reichskrise des 3. Jahrhunderts war dies aber nicht immer gegeben.
Für Privatbriefe musste man andere Wege wählen, man gab sie etwa reisenden Freunden mit. Allerdings war damit manchmal auch eine lange Wartezeit verbunden; beispielsweise empfing Augustinus einmal einen Brief erst nach neun Jahren. Waren die Distanzen nicht ganz so groß, so schickte ein Römer einen eigens dafür gehaltenen Sklaven, der zu Fuß bis zu 75 km am Tag zurücklegte.

### Kaiserreich China
Im Kaiserreich China wurden Briefe bereits in sehr weit zurückliegender, vorchristlicher Zeit durch staatlich bestallte Kuriere befördert, die, je nach der zurückzulegenden Strecke, zu Fuß oder beritten die Zustellung vornahmen. Der Grundstein hierzu wurde während der Zhou-Dynastie (1122–256 v. Chr.) gelegt. Zu dieser Zeit unterstanden der Direktion 80 Boten sowie 8 Hauptkuriere, für die im Abstand von etwa 5 km Verpflegungsquartiere und in größeren Abständen Übernachtungsquartiere eingerichtet wurden. Dieses System wurde während der Zeit der Qin-Dynastie (221–207 v. Chr.) und vor allem während der Han-Dynastie entscheidend ausgebaut. Die Relaisstationen gewährten den Kurieren Unterkunft und Verpflegung auf Staatskosten und sorgten für Pflege oder Ersatz der Pferde. Die Leiter dieser Stationen erhielten vom Staat volle Steuerfreiheit als Gegenleistung für ihre Bemühungen. In der Ming-Dynastie war das Postwesen dem Kriegsministerium unterstellt.

## Zur Zeit des Mittelalters

### Entwicklung in Europa

Postreiter vor 500 Jahren

Nach dem Untergang des Weströmischen Reiches gab es in Europa nur noch eine stark reduzierte Nachrichtenübermittlung. Die Schriftlichkeit ging zurück, Fernhandel und Fernreisen ebenfalls. Es gab auch keine römische reichsweite Bürokratie mehr, die überregionalen Schriftverkehr hätte produzieren können. Am gut ausgebauten System des römischen Cursus Publicus bestand weder Bedarf noch Interesse und es gab auch keine Institution mehr, die die entsprechenden Kosten des Unterhalts aufbringen konnte oder wollte. So verfiel das antike Postwesen ohne auch nur annähernden Ersatz. Verbliebene bzw. neu entstehende überregionale Institutionen waren die katholische Kirche mit den missionierenden Mönchen wie Bonifatius und ab dem 8. Jahrhundert das Großreich der Karolinger, das mit Hilfe von Boten vernetzt war. Für die Behauptung, dass bereits Karl der Große (768–814) über Pferdestafetten verfügte, fanden sich jedoch keine Beweise.
Da Staaten schwach waren, und Fehden trotz Versuchen einen Landfrieden zu etablieren an der Tagesordnung waren, kam es immer wieder zu Überfällen auf Boten. Man versuchte sich unter den Schutz der Herrscher der Länder, durch die man zog zu stellen – konnte ein Herrscher die Menschen, die er unter seinen Schutz gestellt hatte, nicht schützen oder wenigstens Angriffe gegen sie bestrafen, so zog dies auch einen Rufschaden für den Herrscher nach sich. Da der Leumund im Mittelalter sogar noch wichtiger als heute war, boten Herrscher ihren Schutz nicht leichtfertig an und ließen sich diesen oft bezahlen. Wegezoll wurde in jener Zeit oft nicht für den Unterhalt der Straßen, sondern für den Schutz als Reisender auf ebendiesen Straßen gezahlt.
Im Hochmittelalter wurde die Nachrichtenübermittlung in Europa von drei Einrichtungen dominiert: der katholischen Kirche, den Herrschern in den verschiedenen Ländern und dem europäischen Fernhandel.
Die zentrale Lenkung der Kirche in Rom (bzw. 1309–1378 in Avignon) und die häufigen Papstwahlen erzwangen einen ständigen Schriftverkehr mit den Bistümern. Dazu gehörte auch die Einbindung der Klöster, die eigene Botendienste unterhielten. Auch die deutsch-römischen Herrscher und die Könige in Frankreich und England benötigten eine zentrale Kommunikation in ihren Ländern. Sie setzten aber in der Regel nur Fußboten ein, die manchmal auch Leihpferde von Herbergen an Reisestraßen oder Flussschiffe nutzten.
Im späten Mittelalter bildete sich in europäischen Städten wie Antwerpen, Augsburg, Frankfurt, Nürnberg, Leipzig, den Hansestädten wie Hamburg, Bremen oder Lübeck, dem Deutschen Orden, London, Marseille, Nowgorod und der Republik Venedig ein Fernhandel heraus, verbunden mit einem regen Schriftverkehr der länderübergreifenden Kaufmannspost. Im 15. Jahrhundert entstanden in Italien, im Heiligen Römischen Reich und in den Niederlanden große Bank- und Handelshäuser. Zentren waren Florenz, Mailand, Rom, Venedig, Augsburg, Brüssel und Antwerpen. Diese Häuser waren miteinander vernetzt.
Einen privaten Briefverkehr gab es im Mittelalter kaum. Pergament war teuer – auch teurer als es Papyrus in der Antike gewesen war. Erst die Einführung von billigem Papier führte ab dem 15. Jahrhundert zu einem wachsenden Schriftverkehr. So transportierten Marktschiffe auf Flüssen auch Schriftstücke. In vielen Regionen Deutschlands übernahmen Metzger den Austausch von Briefen. Auch Universitäten unterhielten Botendienste, so etwa in Paris. Bedeutend wurden auch die städtischen Botenanstalten im Heiligen Römischen Reich. Sie beförderten gegen Bezahlung private Briefe und die Kaufmannspost. Diese Dienste waren untereinander vernetzt und beherrschten während des 16. Jahrhunderts den größten Teil des privaten und kaufmännischen Briefverkehrs. Ihr Niedergang erfolgte erst nach dem Dreißigjährigen Krieg.

### Entwicklung außerhalb Europas

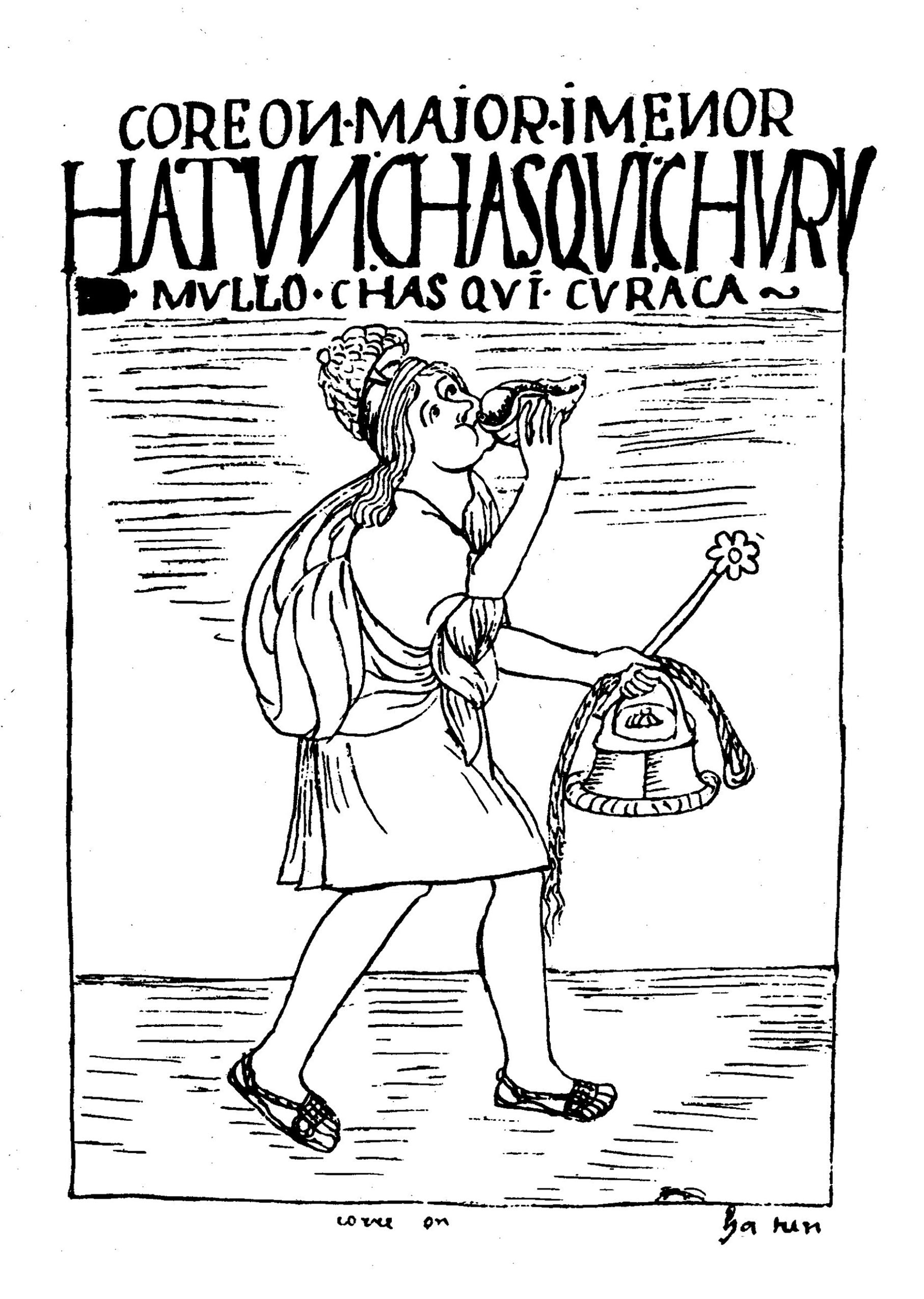
Chaski, ein Nachrichtenübermittler der Inka mit einem Schneckenhorn pututu, einer Knotenschrift quipu und einer Tasche qipi. Zeichnung von Waman Puma de Ayala, 1616

Nach dem Zerfall des Weströmischen Reiches gelang es den Arabern, ein Weltreich aufzubauen, das sich von Persien bis nach Spanien erstreckte. Die schon bestehenden Nachrichtenverbindungen wurden während dieser Zeit stark ausgebaut; so entstand ein gut organisiertes Nachrichtenwesen, das sogar die Taubenpost nutzte. Die Kuriere erhielten eine besondere Kennzeichnung, damit sie schon von Weitem zu erkennen waren: Ihnen wurde ein Täfelchen, das als Ausweis diente, mittels einer gelben Schärpe um den Hals gehängt. Wer einen so gekennzeichneten Boten angriff, legte sich mit dem Herrscher an, unter dessen Schutz der Bote stand, und konnte sich aufgrund der weithin bekannten Kennzeichen der Boten auch nicht auf Unkenntnis berufen.
Auch den Inka gelang es während ihrer Blütezeit zwischen dem 13. und 16. Jahrhundert, ein wohlorganisiertes Botensystem einzurichten. Für die Boten, den Chasqui, wurden in regelmäßigen Abständen von 3 bis 5 km an den wichtigsten Straßen des Reiches Herbergen (Tambos) eingerichtet. Vor dem Häuschen warteten stets zwei Boten auf ihren Einsatz. Erspähten sie einen anderen Boten in der Ferne, so eilten sie ihm entgegen und nahmen ihm die zu überbringenden Nachrichten ab. Bei besonders wichtigen oder eiligen Mitteilungen machten sich die nahenden Boten zusätzlich durch eine Schneckentrompete bemerkbar. Da die Kultur der Inka als schriftlose Hochkultur gilt und bislang nicht geklärt ist, ob sie ihre Knotenschrift auch für andere Informationen als das Speichern von Zahlen verwendeten, bleibt unsicher, ob die Boten die meisten Nachrichten nicht eher mündlich weitergegeben haben.
Auch während der Blütezeit der Maya-Kultur bestand ein Botensystem. Doch ist darüber nur wenig bekannt.

## Entwicklung ab der Frühen Neuzeit in Europa

Briefmarke der Deutschen Bundespost Berlin (1990) zum 500-jährigen Bestehen Europäischer Postverbindungen (Abbildung: Der kleine Postreiter von Albrecht Dürer)

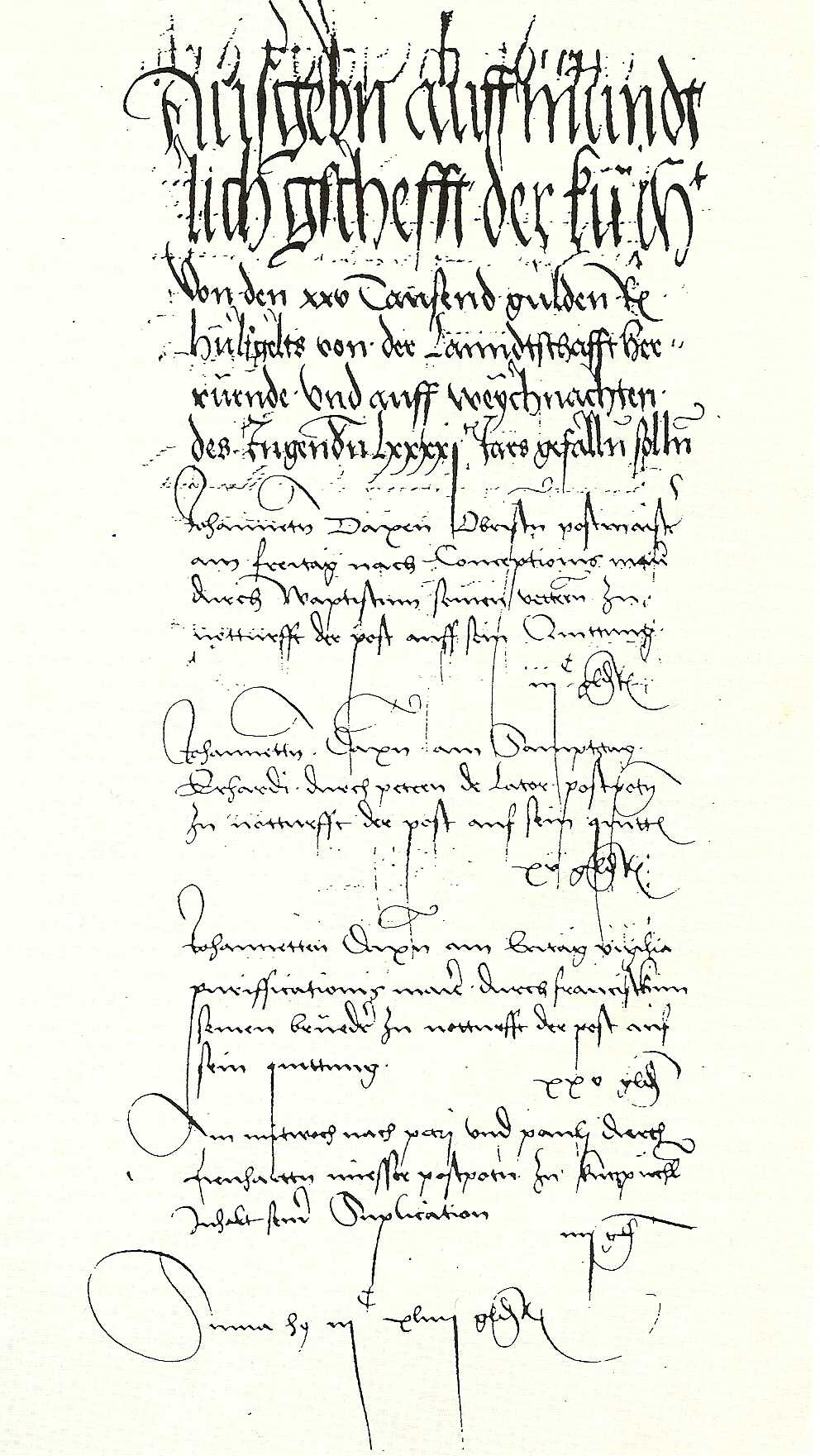
Postalischer Eintrag mit Nennung von Janetto, Franz und Johann Baptista von Taxis in den Innsbrucker Raitbüchern 1489/90

Seit dem 13. Jahrhundert boten Herbergen an Reisestraßen in Spanien, in Italien und in Deutschland Leihpferde an. Erste staatliche Stafetten zur Nachrichtenübermittlung mittels Reiter- und Pferdewechsel entstanden schon vor 1400 im Herzogtum Mailand. In der zweiten Hälfte des 15. Jahrhunderts unterhielt König Ludwig XI. aus Frankreich einige Postenketten mit Pferdewechsel. Die erste zeitlich und räumlich zentral organisierte Postverbindung war der so genannte Niederländische Postkurs. Er wurde im Jahr 1490 von Janetto von Taxis mit Hilfe seines Bruders Franz und seines Neffen Johann Baptista zwischen dem Hof Maximilians I. in Innsbruck und jenem seines minderjährigen Sohnes Philipp in den Burgundischen Niederlanden eingerichtet. Als Philipp nach dem Tod Isabellas im November 1504 kastilischer König wurde, verlängerte Franz von Taxis die Postlinien bis nach Kastilien. 1516 erhielt er vom spanischen König und späteren Kaiser Karl V. das Privileg eines Hauptpostmeisters der Niederlande. Die Postkurse wurden je nach Bedarf bis Rom, Neapel, Verona und zu anderen Städten ausgedehnt.
Es ist beachtlich, dass durch die straffe Organisation des Postwesens, die einen rationellen Reiter- und Pferdewechsel an Poststationen festlegte, täglich im Durchschnitt 166 Kilometer Postweg bewältigt werden konnten. Diese Transportgeschwindigkeit von 6,6 km pro Stunde einschließlich Stopps konnte nur durch zahlreiche Pferdewechsel erreicht werden. Zum Vergleich: Beim militärisch-sportlichen Distanzritt zwischen Berlin und Wien 1892 schafften ohne Pferdewechsel die Sieger zwar 7,8 km pro Stunde, aber ihre Pferde verendeten wenige Stunden nach dem Wettkampf.
Zu Beginn war die Post für den privaten Briefverkehr gesperrt. Es durften nur Briefe und Kleingüter aus dem dynastischen Bereich befördert werden. Nach 1520 nahm die Beförderung der Privatpost auf dem Niederländischen Postkurs einen solchen Umfang an, dass sie zunächst stillschweigend geduldet und schließlich genehmigt wurde. Neben Briefen und ähnlichen Sendungen beförderte die Post auch Personen, die mit Begleitung von Poststation zu Poststation reisten und dabei die Reitpferde wechselten.
Im Jahre 1596 wurde Leonhard I. von Taxis zum Generaloberstpostmeister im Heiligen Römischen Reich ernannt. Das Postwesen selbst galt seit 1597 als kaiserliches Regal. 1624 wurde Lamoral von Taxis in den Reichsgrafenstand erhoben und mit dem Lehen des Generaloberstpostmeisters bedacht. In den österreichischen Erblanden ging das Postlehen 1624 auf das Haus derer von Paar über.
Der zunehmende Postverkehr führte schon früh zu Versuchen administrativer Verbesserungen und Vereinfachungen. Sie galten vorwiegend der Abschaffung postalischer Unzulänglichkeiten bei der Zustellung, der Verminderung hoher Verlustquoten der Sendungen, dem Wunsch nach größerer Sicherheit für die der Post anvertrauten Briefe und Güter und der Einstellung zuverlässiger Boten, die ausreichenden Lohn erhalten sollten.
1622 verband Hamburg und Lübeck, 1624 Nürnberg und Leipzig ein regelmäßiger Postdienst. In der Mitte des 17. Jahrhunderts entstand als Konkurrenz zur Kaiserlichen Reichspost, die von den Thurn und Taxis betrieben wurde, eine brandenburgisch-preußische Staatspost. Ebenso begann nach dem Ende des Dreißigjährigen Krieges der Einsatz von Postkutschen, zunächst im Personenverkehr. Entlang der Postkurse entstanden an den Poststationen Gaststätten, die mit den Postgesellschaften kooperierten. Die noch heute bestehenden Bezeichnungen wie Gasthaus zur Post erinnern daran.
Um 1800 waren alle mitteleuropäischen Städte durch regelmäßige Postverbindungen miteinander verbunden. Ab dem Zeitalter der Aufklärung, etwa ab der Mitte des 18. Jahrhunderts, ist eine Steigerung der Reisetätigkeit belegt.

„Die materielle Basis für diese neue Dimension des Reisens schafft die Post.“

Die Gründung des Weltpostvereins 1874 bzw. dessen Vorläufer Allgemeiner Postverein durch 22 Staaten regelte die internationale Zusammenarbeit der Postunternehmen und -behörden, die Rahmenbedingungen des grenzüberschreitenden Postverkehrs und die Abrechnung der dabei anfallenden Postgebühren. Seit 4. Juli 1947 ist der Weltpostverein eine Sonderorganisation der Vereinten Nationen und hat heute (2020) 192 Mitgliedsstaaten. Diese Organisation ermöglicht es weltweit Briefe und Pakete zu versenden.

## Bildliche Darstellung zur Postgeschichte
In Blasewitz, damals schnell wachsender Vorort von Dresden, wurde 1892 ein neues Postamt gebaut. An der Fassade dieses heute ehemaligen Postamtes sind Sandsteinreliefs angebracht. Sie sind zugleich eines der wenigen Denkmale für die Postgeschichte in Deutschland. 

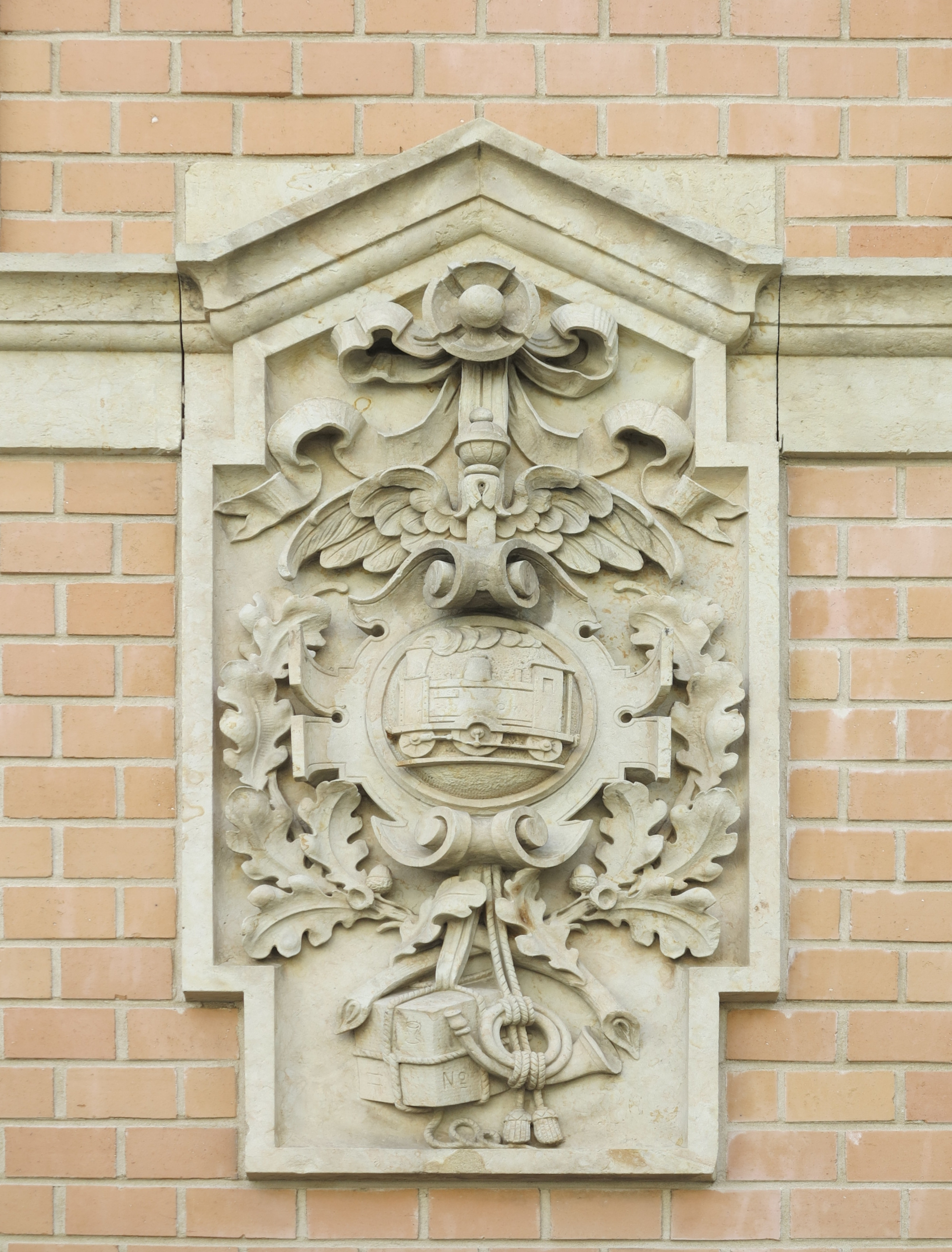
Darstellung von Brief- und Paketpost. Foto Juni 2025

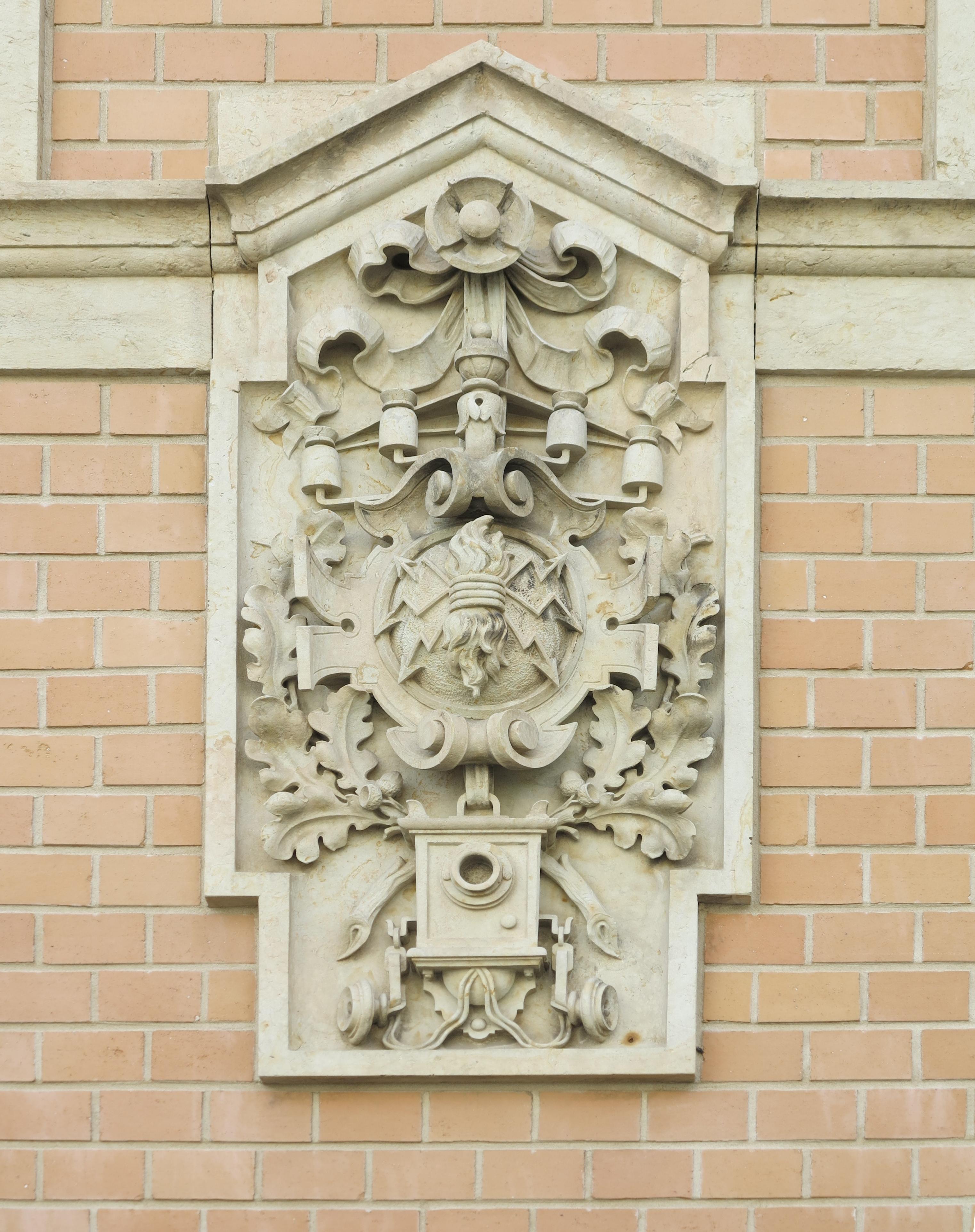
Darstellung des Fernmeldewesens. Foto Juni 2025.

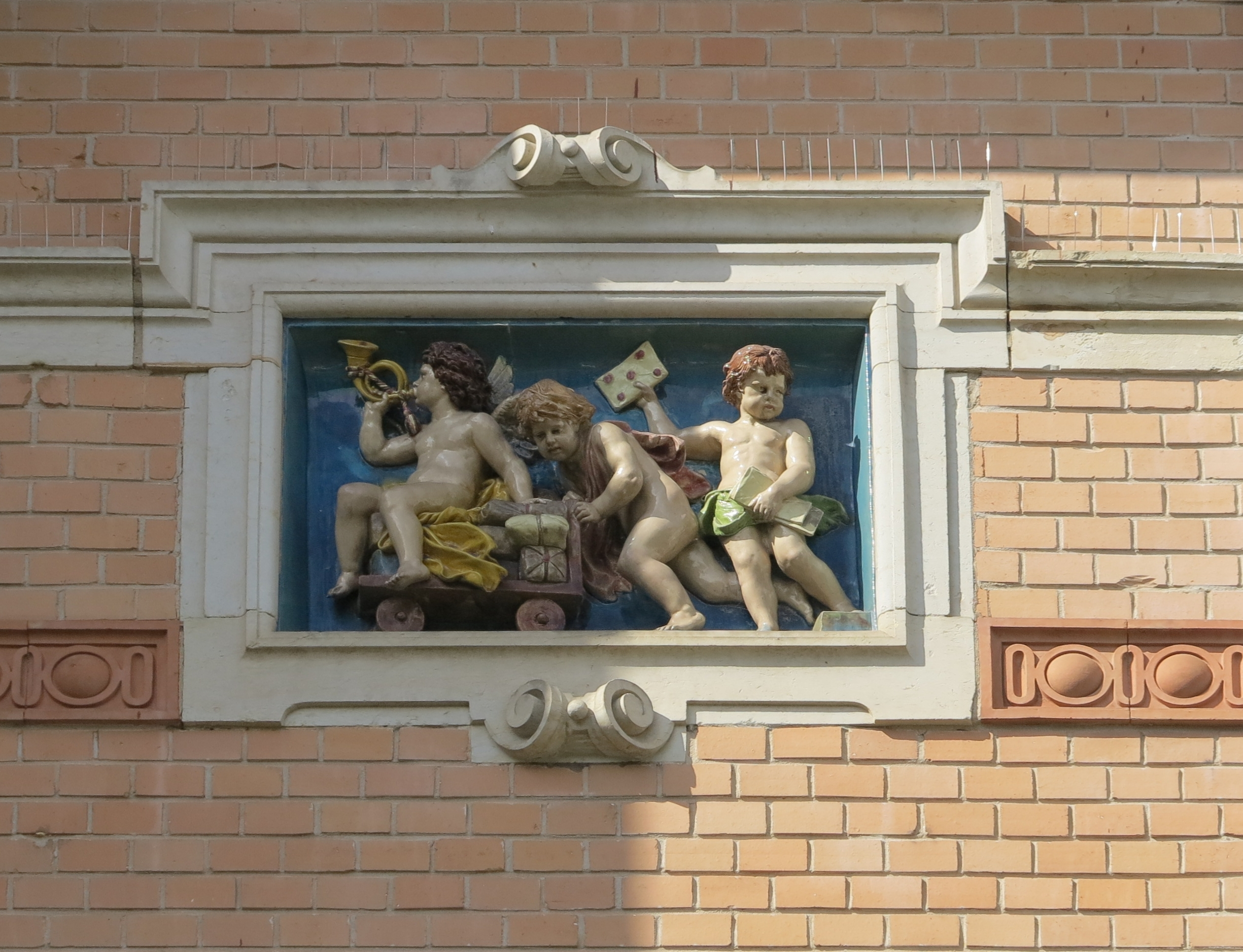
Darstellung der "Kinderpost". Foto Juni 2025

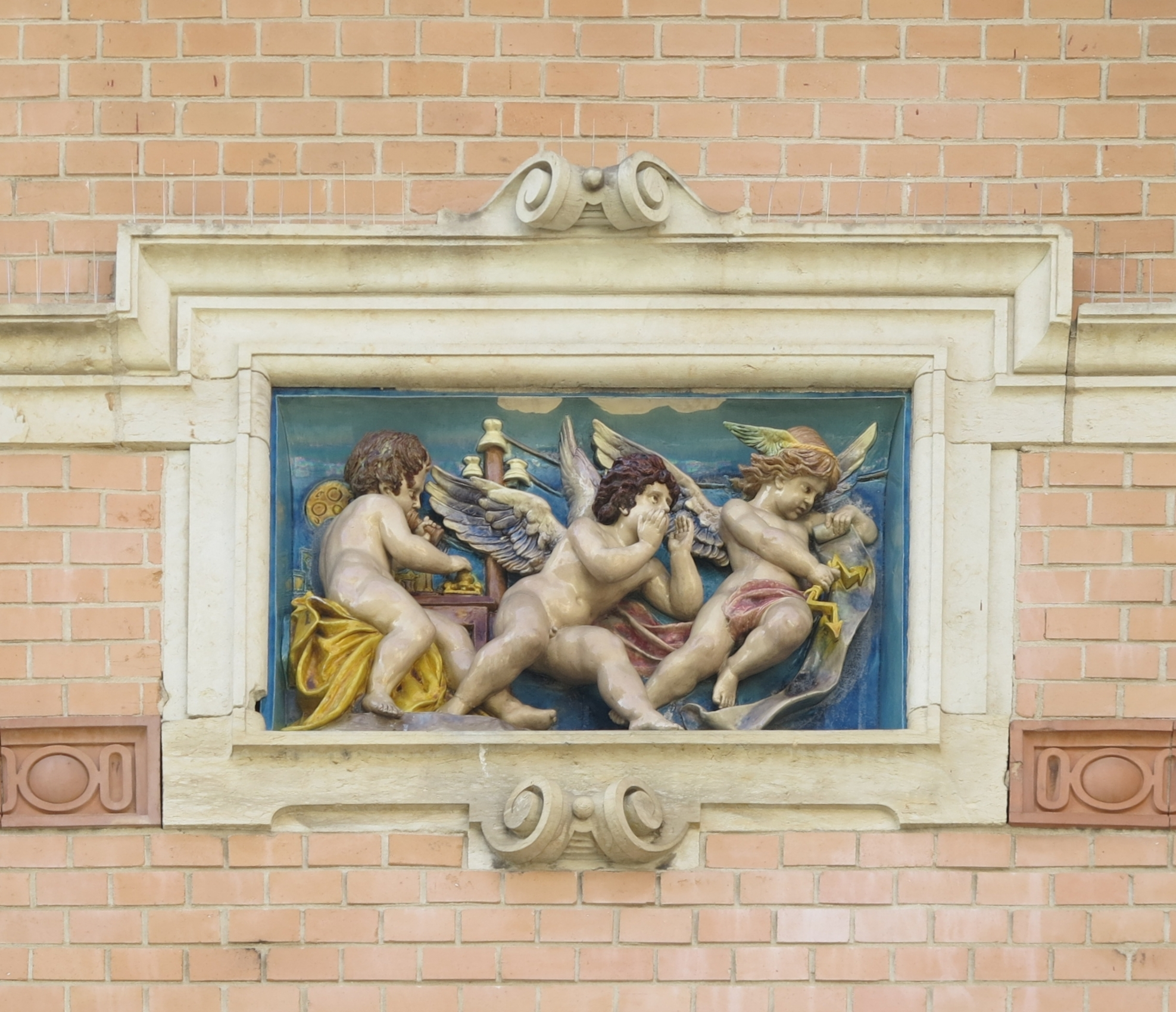
Darstellung, dass die Post kein Selbstzweck ist. Foto Juni 2025

Eins zeigt eine Dampflokomotive und steht für DAS Transportmittel der damaligen Zeit. Die Elektrifizierung der Eisenbahn und das Autozeitalter steckten noch in den Babyschuhen. Das Posthorn und das Paket weisen auf die Zeit hin, in der die Postkutsche dem Transport von Personen und Gütern diente. Die Flügel oberhalb der Lokomotive könnten für den Reichsadler stehen und damit Hinweis sein, dass die Post eine hoheitliche Angelegenheit war. 
Ein weiteres Flachrelief präsentiert Gegenstände, die zu dieser Zeit zu einem neuen Arbeitsgebiet der Post, der elektrischen Nachrichtenübermittlung, gehörten. Isolatoren waren für die damaligen Telegrafenmasten unabdingbar. Die Telefonmasten waren noch die nächsten Jahrzehnte landschaftsprägend. Die Blitze repräsentieren den Strom, der für Telefon und Telegrafie notwendig war (und ist). Die Blitze umspannen die Erdkugel, stehen also auch für weltweite elektrische Nachrichtenübermittlung. Die Flammen in der Mitte könnten ein Hinweis darauf sein, dass in vergangenen Jahrhunderten auch Feuer zur Nachrichtenübermittlung benutzt wurden. Das Telefon hat zwei Hörmuscheln, die mit der rechten und der linken Hand gefasst wurden. Das Mikrofon befindet sich in der Mitte. Der Telefonhörer, der Hörmuschel und Sprechmuschel vereint, war schon erfunden, aber noch nicht verbreitet. Dieses Telefon hat keinen Kurbelinduktor zur Erzeugung eines Klingelsignals. Das erste Funksignal wurde in Deutschland erst 1897 gesendet. Ein Sendemast konnte also einige Jahre vorher noch nicht dargestellt werden.
Eine kleinere, eher spielerische Darstellung der „Kinderpost“ erinnert an die Putten, einem zur damaligen Zeit nicht nur in Dresden beliebten Motiv.
Die zweite kleinere Darstellung zeigt wieder Bilder der Postgeschichte. Die kleinen Engel können auf etwas Wichtiges hinweisen: Wer eine (gute) Nachricht überbringt, kann ein „Engel Gottes“ sein. Der Putto links hält mit der einen Hand die Sprechmuschel. Mit der anderen Hand scheint er eine Morsetaste zu bedienen. Der Götter(!)bote Hermes transportiert keine Briefe mehr (lange Rolle), sondern bedient sich der elektrischen Nachrichtenübermittlug (Blitze). Noch Jahrzehnte später war die Leitung manchmal so „schwach“, dass man in den Telefonhörer schreien musste. Dafür könnte der Putto in der Mitte stehen. Oder – damals herrschte ein „christlicher“ Kaiser über ein „christliches“ Volk - ruft er den Menschen seiner Zeit das Wort Gottes zu?

## Entwicklung des Portowesens

### Empfänger zahlt Gebühr
Nach einem Portostreit gab es im Mai 1534 erstmals eine Absprache zwischen dem Generalpostmeister Johann Baptista von Taxis in den Niederlanden, Mapheo von Taxis in Spanien und Simon von Taxis in Mailand. Als Schiedsrichter fungierte der Postmeister Johann Anton von Taxis aus Augsburg. Danach entschied der Große Rat von Mecheln den Streit.
Zu Beginn der regulären Postdienste gab es keinen einheitlichen Tarif für private Kunden. Die Höhe der Beförderungsgebühr wurde nach dem Gewicht der Postsache und der Länge der Wegstrecke errechnet. Die Entrichtung der Beförderungsgebühren, also der Summe, die heute mit dem Wort Porto bezeichnet wird, wurde nicht durch den Absender beglichen, sondern der Empfänger bezahlte an den Postillon die Gebühren. Der Postunternehmer verlangte die Bezahlung für die Zustellung erst, nachdem er sie vorgenommen hatte.
Möglicherweise spielte auch der Gedanke eine Rolle, dass der Absender, in Ungewissheit über das Schicksal seiner der Post übergebenen Sendung, im Vorhinein gar nicht hätte zahlen wollen. Gewiss hat auch der Gesichtspunkt seine Berechtigung, dass der Postunternehmer, wissend, dass erst bei der Zustellung der Sendung die Beförderungsgebühr entrichtet wird, alles daransetzte, dass seine Boten so zuverlässig und so gut wie möglich arbeiteten und auf kürzestem Weg und in raschester Weise die ihnen aufgetragenen Ziele erreichten.
So schrieb Malherbes am 8. Juni 1621 seinem Freund Claude Fabri, Parlamentsrat der Provence:
„Zögern Sie nicht, wenn es Ihnen beliebt, mir zu schreiben und die Beförderungsgebühr bei mir kassieren zu lassen, auf dass die Postboten williger seien, es schnell zu tun.“
Die Bezahlung der Postsendung durch den Empfänger ermöglichte auch zu einer Zeit, als es noch keine Freimarken gab, Briefe einfach in eine der Sammelbüchsen zu werfen, aus denen sie der Postverwalter zusammenholte, so dass die oft beschwerlichen Einlieferungen beim Postamt vermieden werden konnten.

### Absender zahlt Gebühr

#### Im Heiligen Römischen Reich
Ein früher Beleg für vorausbezahltes Porto ist der Stundenpass von 1506 auf der Postroute von Mechelen nach Innsbruck. Nach diesem Stundenpass übernahm einer der Postreiter beim Vorbeiritt an Speyer ein Päckchen für die Welser. Er erhielt mehrere Gulden zur Weiterbeförderung von Söflingen bei Ulm nach Augsburg.

#### Frankreich
Ein französischer Beleg für eine Postsendung, bei der die Gebühr vom Absender gegen Quittung des Annahmepostamtes bezahlt wurde, stammt vom 18. Juli 1653, als Jean-Jacques Renouard de Villayer von Ludwig XIV. eine „königliche Erlaubnis“ erhielt, Briefe von einem Pariser Bezirk nach dem anderen zu tragen.
Dieses königliche Privileg war nicht nur für Monsieur de Villayer ausgefertigt worden, sondern es trug noch den Namen des Grafen de Nogent, der aber nie an diesem Postdienst teilnahm – es sei denn vielleicht am Gewinn. Er wäre damit ein früher Vorläufer jener „Beziehungsverwerter“, die für ihre Auftraggeber vorteilhafte Verträge erreichen.
Monsieur de Villayer ließ durch Maueranschläge in Paris seine neue Posteinrichtung affichieren.
- In erster Linie wies er darauf hin, dass die Boten viel schneller arbeiten würden, da sie ja nicht beim Empfänger auf die Bezahlung der von ihnen übergebenen Sendung zu warten brauchten.
- Der zweite Hinweis besagte, dass es nur richtig und in Ordnung sei, wenn jener, der einen Brief an einen anderen schicke, der ihn vielleicht gar nicht haben wolle, für die Zustellung bezahle.
- Das dritte Argument lautete: „Durch meine Post können viele Leute an Personen schreiben, denen sie aus besonderer Höflichkeit nicht zumuten möchten, die Postgebühr zu bezahlen, und außerdem können sie auch ihrem Advokaten oder Bevollmächtigten oder Lieferanten Nachricht geben, ohne ihnen Kosten zu verursachen.“

„Am… Tage des Jahres Tausendsechshundertund…fünfzig bezahltes Porto…“
war der Text der Quittung, die das Unternehmen Villayers, nach Einfügung von Datum und Betrag, dem Absender als ihm verbleibenden Beleg ausstellte. Diese Portoquittung, die nur wegen ihres Formates, der handschriftlichen Angaben und des Fehlens einer Gummierung keine Briefmarke in unserem Sinne darstellt, wurde an den zu befördernden Brief, bevor er in einen der Villayerschen Briefkästen geworfen wurde, dergestalt befestigt, dass „der Postbote bei der Zustellung sie genau sehen und leicht von dem Brief loslösen kann“.
Monsieur de Villayer gestattete auch die Beifügung eines unausgefüllten Portozahlscheines neben dem der Beförderung dienenden ausgefüllten, damit der Empfänger antworten konnte, wenn er willens war, ohne sich dabei in Unkosten zu stürzen. Damit schuf er das Urbild des Antwort-Porto-Gutscheins, der bis auf unsere Tage benutzt wird.
Die Grundidee der Freimarke war damit geboren.
Die von dem Postboten bei der Verwaltung des Villayerschen Unternehmens abgelieferten Portoquittungen dienten wohl nur Berechnungszwecken. Sie wurden später vernichtet, schon um einen eventuellen Missbrauch durch nochmalige Verwendung auszuschließen. Unausgefüllte Postquittungen dürften kaum in größeren Mengen gehortet worden sein. Und Villayers Post war nur von kurzer Lebensdauer, denn im Jahre 1662 verlangte bereits, nach Einstellung seines Unternehmens, eine Dame spanischen Ursprungs – Doña Molina y Espinos – ein neues königliches Privileg. So ist kein einziges „Billet de porte payé“ erhalten geblieben, sowenig wie irgendeine der zusätzlichen anderen Quittungen, die der erfindungsreiche Monsieur de Villayer im Justizpalast von Paris vertrieben hatte. Es waren Vordrucke mit häufig wiederkehrenden Texten und einem freigelassenen Raum zum handschriftlichen Ergänzen durch Eintragung von Datum und Namen. Der Wortlaut war ungefähr wie jener der vorgedruckten „Binnenbriefe“ unserer Tage:
„Herrn… Falls Sie nicht binnen drei Tagen den Betrag von… an uns bezahlen…“
Nur ein Text eines solchen Passepartout wurde im Jahre 1838 von dem Vizedirektor der Pariser Postverwaltung, M. A. Piron, in seinem Buch Du Service des Postes et de la taxation des lettres. (dtsch. Der Postdienst und die Freimachung von Briefen mittels einer Marke) veröffentlicht.

## Postgeschichte einzelner Länder

### Deutschland
siehe Hauptartikel Deutsche Postgeschichte

### Österreich
- Habsburger Post (1490–1556)
- Habsburger Post (1557–1597)
- Österreichische Postgeschichte bis 1806
- Österreichische Post- und Telegraphenverwaltung
- Österreichische Post AG
- Postgeschichte und Briefmarken von Österreich

### Schweiz
- Schweiz
  - Die Schweizerische Post
  - Postgeschichte und Briefmarken der Schweiz
  - Post-, Telefon- und Telegrafenbetriebe

### Weitere europäische Länder
- Danzig
- Dänemark
  - Färöer
  - Grönland
- Finnland
- Frankreich
  - Pariser Stadtpost
- Großbritannien
- Ikaria
- Island
- Italien
  - Campione d’Italia
- Liechtenstein
- Norwegen
- Russland
- Schweden
- Spanien
- Ungarn

### Außereuropäische Länder
- Ägypten
- Antarktis
- Chile
- China
- Kolumbien
- Maluku Selatan
- Vereinigte Staaten

## Internationale Organisationen
- Weltpostverein
- Internationale Fernmeldeunion